# 12359 Cajigal
12359 Cajigal eller 1993 SN3 är en asteroid i huvudbältet som upptäcktes den 22 september 1993 av den venezolanske astronomen Orlando A. Naranjo vid Observatorio Astronómico Nacional de Llano del Hato. Den är uppkallad efter matematikern Juan Manuel Cajigal y Odoardo.
Asteroiden har en diameter på ungefär 13 kilometer och den tillhör asteroidgruppen Themis.